# Pioneer Village (Kentucky)
Pour les articles homonymes, voir Pioneer Village.
Pioneer Village est une ville américaine située dans le comté de Bullitt, dans le Kentucky. Selon le recensement de 2020, sa population est de 2 671 habitants.